# Isabella Quarantotti
Isabella Quarantotti (Chieti, 1º marzo 1921 – Roma, 18 febbraio 2005) è stata una scrittrice, drammaturga, traduttrice e critica letteraria italiana.

## Biografia
Nata e cresciuta a Chieti, figlia di Carlo Quarantotti - figlio a sua volta dell'avvocato e politico Filandro Quarantotti e di Isabella Concetta Masci, terzogenita del filosofo e politico Filippo Masci - e di Giulia Mattioli, cugina del banchiere ed economista Raffaele Mattioli.
Isabella frequentò per due anni l'Università degli Studi di Napoli Federico II, iscrivendosi dapprima a Filosofia e poi a Legge.
All'età di 19 anni sposò il geologo e ingegnere napoletano Felice Ippolito, dal quale ebbe la figlia Angelica Ippolito. Dopo il divorzio, nel 1955, sposa il poeta britannico Alec Smith.
Tra il 1938 e il 1940 cominciò ad interessarsi di teatro e fece parte, come attrice-allieva, della compagnia di Anton Giulio Bragaglia.
Collaborò con il Corriere d'Informazione di Milano recensendo libri e traducendo racconti di autori anglosassoni tra cui Angus Wilson, E.M. Forster, Ray Bradbury, Graham Greene.
Divenne amica di intellettuali e artisti italiani come Eugenio Montale e Gaetano Afeltra: collaborò con la RAI, scrisse racconti e commedie teatrali.
Nel 1959 scrisse il romanzo La bambina che venne dal mare, pubblicato a puntate sul Corriere dei piccoli.
Nel 1960 il racconto Lo schiaffo vinse il Premio Rieti; da questo racconto nacque più tardi l'idea per l'opera teatrale  Peppino Girella, diventato poi uno sceneggiato televisivo.
Scoprì, nella biblioteca dell'Antislavery Society di Londra, un racconto inedito di Mark Twain: Il soliloquio di re Leopoldo, che tradusse; l'opera venne pubblicata da Editori Riuniti in Italia nel 1960.
Il 7 maggio 1965 si separò da Alec Smith. Dopo aver conosciuto Eduardo De Filippo ne divenne la compagna. Si sposarono a Napoli il 3 febbraio del 1977 davanti a Maurizio Valenzi, allora sindaco del capoluogo campano, risultandone poi la sua ultima consorte.
Nel 1985 scrisse Eduardo, pensieri, polemiche e pagine inedite.
Nel 2001 pubblicò Si cucine cumme vogli'i e infine In mezzo al mare un'isola c'è.
Donna di grande bellezza e di grande cultura, negli ultimi anni della sua vita fu vicina ai detenuti del carcere di Rebibbia e li sostenne nel loro percorso teatrale, quando la compagnia Liberi Artisti Associati, formata da alcuni reclusi della sezione Alta Sorveglianza, mise in scena Napoli milionaria! e poi La tempesta di William Shakespeare, nella traduzione in napoletano di Eduardo.
Morì a Roma il 18 febbraio 2005. Venne cremata e le ceneri vennero poste nella cappella De Filippo, al cimitero del Verano.